# Sophie Postolska
Sophie Postolska, née le 20 décembre 1868 à Reims et morte à Nice en juillet 1943, est une sculptrice française, élève et maîtresse de Rodin de 1898 à 1905.

## Biographie
Sophie Postolska est née le 20 décembre 1868 à Reims, d'une émigrée polonaise, Emilia Kornelia Kuczewska, et d'un lieutenant russe, Ladislav Nicolas Postolski, émigrés après l'insurrection de janvier 1863. 
Le 27 mars 1870 sa sœur Kazimiera Matilda naît  à Lyon puis épouse de Louis Dorizon, riche banquier et collectionneur. 
A Paris, Sophie a pour amis Paul Dubois, Antoine Bourdelle et visite l'atelier d'Olga Boznańska à Montparnasse. Elle étudie à l'Académie de Paris puis à l'Académie Julian et dans l'atelier d'Antoine Bourdelle. Elle devient élève et maîtresse de Rodin, et reste dans son atelier jusqu’en 1904, puis avale du chlorure de mercure à la suite de leur rupture.  
Sa correspondance avec Rodin dure cependant de 1897 jusqu'à la mort du sculpteur. 
Après avoir quitté l'hôpital Broussais, Postolska vit à Paris pendant un certain temps, mais on ignore ce qu'elle fait. Elle parcourt ensuite toute l'Europe, changeant constamment de lieu. Elle passe beaucoup de temps à Cracovie, Vienne et Zakopane, où elle reçoit la demande de renvoyer une statue en bronze de la ville de Calais offerte par Rodin avant de quitter Paris. Elle s'installe à côté de Zakopane mais revient brièvement à Paris quand elle participe au Salon d'automne de 1906 avec une sculpture, conservée aujourd'hui au musée Rodin sous le numéro d'inventaire S.2345. En 1907, les sculptures de Postolska sont exposées à la nouvelle "Exposition de peintures et de sculptures" de Zakopane. Elle séjourne aussi à Vienne et Lausanne. 
Elle meurt en 1943 à Nice et y est enterrée au cimetière de Cimiez.

## Œuvres dans les collections publiques
- Buste d'Homme, 1906. Paris, musée Rodin[2].